# جاك فاريل (لاعب كرة قاعدة)
جاك فاريل (بالإنجليزية: Jack Farrell)‏ هو لاعب كرة قاعدة أمريكي، ولد في 2 يناير 1856 في هارتفورد في الولايات المتحدة، وتوفي بنفس المكان في 15 نوفمبر 1916.

## وصلات خارجية
- جاك فاريل على موقعبيزبول رفرنس.كوم (الدوري الرئيسي) (الإنجليزية)
- جاك فاريل على موقعبيزبول رفرنس.كوم (الدوري الثانوي) (الإنجليزية)